# 颶風華金

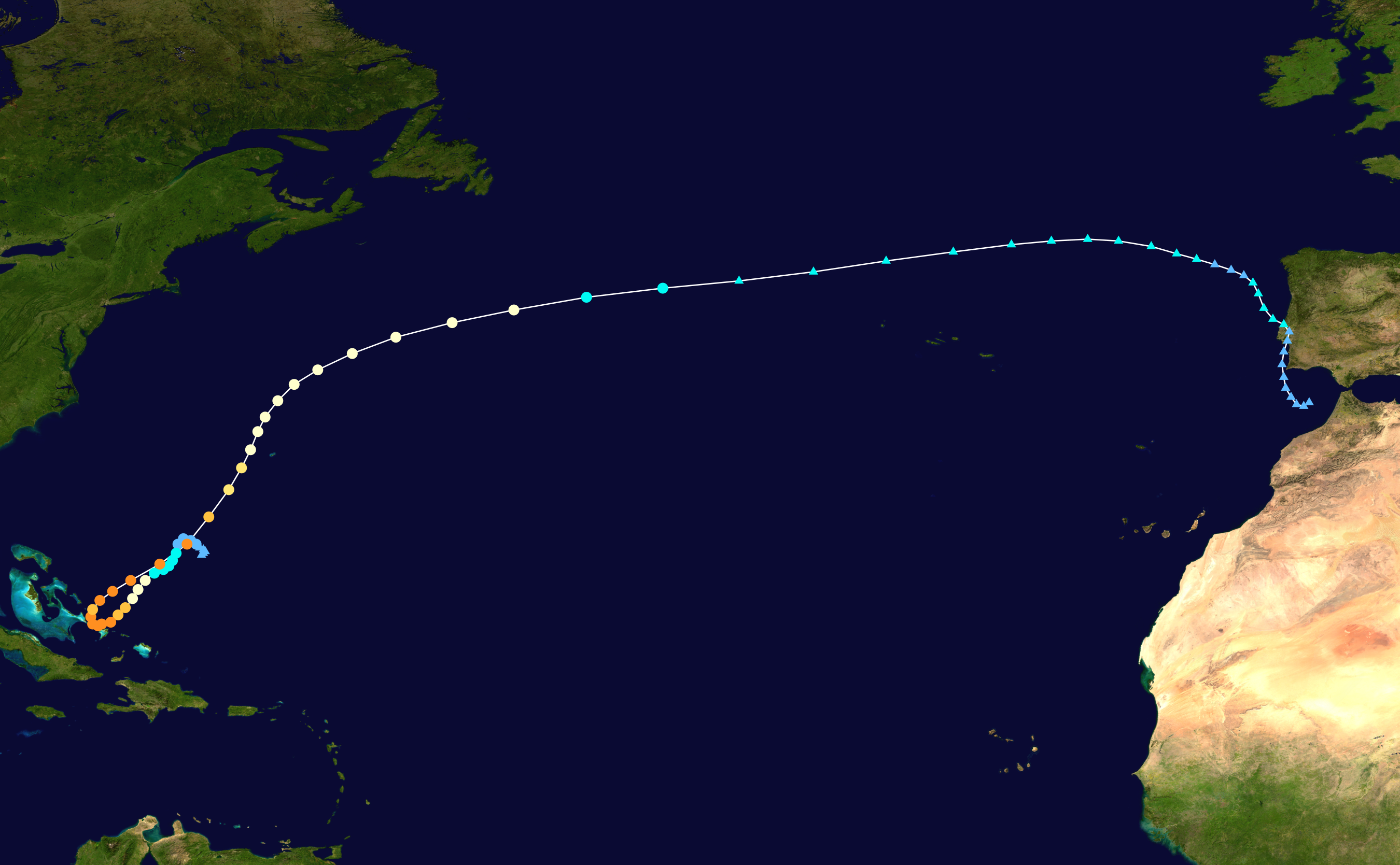
路徑圖

颶風華金（Hurricane Joaquin）是2015年大西洋颶風季中的其中一個热带气旋。34人死亡，该名称已从飓风命名序列中除名。

## 氣象歷史
- 2015年9月25日，一個低壓區在特克斯和凱科斯群島東北部海面上生成。同日，美國海軍研究實驗室給予擾動編號98L。下午8時，美國國家颶風中心（NHC）對其未來兩天發展評級為「LOW」並發展概率為10%，未來五天發展評級為「LOW」並發展概率為10%。
- 9月26日下午8時，美國國家颶風中心對其未來兩天發展評級為「MEDIUM」並發展概率為40%，未來五天發展評級為「MEDIUM」並發展概率為40%。
- 9月27日下午8時，美國國家颶風中心對其未來兩天發展評級為「HIGH」並發展概率為70%，未來五天發展評級為「HIGH」並發展概率為70%。下午11時，美國國家颶風中心將其升格為熱帶低氣壓，並給予編號Eleven。
- 9月28日下午11時，美國國家颶風中心將其升格為熱帶風暴，並命名為華金（Joaquin）。
- 9月30日上午8時，美國國家颶風中心將其升格為一級颶風。下午8時，美國國家颶風中心將其升格為二級颶風。下午11時，美國國家颶風中心將其升格為三級颶風。
- 10月1日下午2時，美國國家颶風中心將其升格為四級颶風。
- 10月2日下午5時，美國國家颶風中心將其降格為三級颶風。
- 10月3日上午11時，美國國家颶風中心再次將其升格為四級颶風。
- 10月4日上午2時，美國國家颶風中心將其降格為三級颶風。上午11時，美國國家颶風中心將其降格為二級颶風。下午11時，美國國家颶風中心將其降格為一級颶風。
- 10月7日上午11時，美國國家颶風中心將其降格為熱帶風暴。下午11時，美國國家颶風中心認為華金已經轉化為溫帶氣旋。

## 外部連結
- 维基共享资源上的相關多媒體資源：颶風華金

| A | B | C | D | E | F |
|   |   |   |   |   |   |
| G | H | 9 | I | J | K |

| 萨菲尔-辛普森飓风风力等级 |    |    |    |    |    |    |
| TD                        | TS | C1 | C2 | C3 | C4 | C5 |